# آنخل اسپینوزا
آنخل اسپینوزا (اسپانیایی: Angel Espinosa‎؛ ۲ اکتبر ۱۹۶۶ – ۱۲ آوریل ۲۰۱۷) بوکسور اهل کوبا بود.